# FDJ-Suez/Saison 2025
Dieser Artikel beschreibt die Mannschaft und die Siege des Radsportteams FDJ-Suez in der Saison 2025.

## Mannschaft
| Teamkader 2025          | Teamkader 2025    | Teamkader 2025 | Teamkader 2025                   |
| Name                    | Geburtsdatum      | Land           | Vorheriges Team                  |
| ----------------------- | ----------------- | -------------- | -------------------------------- |
| Loes Adegeest           | 7. August 1996    | Niederlande    | IBCT (2022)                      |
| Nina Buysman            | 16. November 1997 | Niederlande    | Human Powered Health (2023)      |
| Elise Chabbey           | 24. April 1993    | Schweiz        | Canyon-SRAM Racing (2024)        |
| Léa Curinier            | 21. April 2001    | Frankreich     | Team dsm-firmenich (2023)        |
| Coralie Demay           | 10. Oktober 1992  | Frankreich     | St Michel-Mavic-Auber 93 (2023)  |
| Eugénie Duval           | 3. Mai 1993       | Frankreich     |                                  |
| Célia Gery              | 4. Januar 2006    | Frankreich     |                                  |
| Vittoria Guazzini       | 26. Dezember 2000 | Italien        | Valcar-Travel & Service (2021)   |
| Amber Kraak             | 29. Juli 1994     | Niederlande    | Team Jumbo-Visma (2023)          |
| Juliette Labous         | 4. November 1998  | Frankreich     | Team dsm-firmenich PostNL (2024) |
| Marie Le Net            | 25. Januar 2000   | Frankreich     | Breizh Ladies (2018)             |
| Lauren Molengraaf       | 5. Oktober 2005   | Niederlande    |                                  |
| Évita Muzic             | 26. Mai 1999      | Frankreich     | VC Morteau Montbenoit (2017)     |
| Églantine Rayer         | 12. Juni 2004     | Frankreich     | Team dsm-firmenich PostNL (2024) |
| Alessia Vigilia         | 1. September 1999 | Italien        | Top Girls Fassa Bortolo (2023)   |
| Demi Vollering          | 15. November 1996 | Niederlande    | SD Worx-Protime (2024)           |
| Jade Wiel               | 2. April 2000     | Frankreich     | VC Morteau Montbenoit (2018)     |
| Ally Wollaston          | 4. Januar 2001    | Neuseeland     | AG Insurance-Soudal Team (2024)  |
|                         |                   |                |                                  |
| Quelle: ProCyclingStats |                   |                |                                  |

## Siege
| Siege    | Siege                                      | Siege      | Siege  | Siege          | Siege |
| Datum    | Rennen                                     | Staat      | Klasse | Sieger         |       |
| -------- | ------------------------------------------ | ---------- | ------ | -------------- | ----- |
| 29. Jan. | Race Torquay                               | Australien | 1.1    | Ally Wollaston |       |
| 1. Feb.  | Cadel Evans Great Ocean Road Race          | Australien | 1.WWT  | Ally Wollaston |       |
| 13. Feb. | Setmana Ciclista Valenciana, 1. Etappe     | Spanien    | 2.Pro  | Demi Vollering |       |
| 16. Feb. | Setmana Ciclista Valenciana, Gesamtwertung | Spanien    | 2.Pro  | Demi Vollering |       |
| 23. Feb. | Clásica de Almería WE                      | Spanien    | 1.1    | Ally Wollaston |       |
| 8. Mär.  | Strade Bianche                             | Italien    | 1.WWT  | Demi Vollering |       |

## UCI-Weltranglisten-Platzierungen
| UCI-Ranking | UCI-Ranking | UCI-Ranking | UCI-Ranking |
| Fahrer      | Fahrer      | Land        | Punkte      |
| ----------- | ----------- | ----------- | ----------- |